# Communauté de communes du Pays du Verre et du Cristal
Die Communauté de communes du Pays du Verre et du Cristal (deutsch Gemeindeverband Glas- und Kristall-Land) ist ein ehemaliger Gemeindeverband (Communauté de communes) im Arrondissement Sarreguemines im Département Moselle der ehemaligen Region Lothringen. Er ist nach der Kristallmanufaktur Saint-Louis-lès-Bitche und der Glashütte Meisenthal benannt. Sein Verwaltungssitz befand sich im Ort Meisenthal.

## Geschichte
Am 1. Januar 1993 wurde der SIVOM de Lemberg in die spätere Communauté de communes du Pays du Verre et du Cristal umgewandelt.
Ende 2009 fusionierte der Gemeindeverband mit der Communauté de communes de Bitche et environs und der Communauté de communes de Volmunster und bildete somit die neue Communauté de communes du Pays de Bitche.

## Ehemalige Mitgliedsgemeinden
Der Gemeindeverband umfasste sieben Gemeinden (in Klammern der Kanton, zu dem die Gemeinden damals gehörten):
- Enchenberg (Kanton Rohrbach-lès-Bitche)
- Goetzenbruck (Kanton Bitche)
- Lemberg (Kanton Bitche)
- Meisenthal (Kanton Bitche)
- Montbronn (Kanton Rohrbach-lès-Bitche)
- Saint-Louis-lès-Bitche (Kanton Bitche)
- Soucht (Kanton Rohrbach-lès-Bitche)